# Glen Brittle
Glen Brittle är en dal i Storbritannien.   Den ligger i kommunen Highland och riksdelen Skottland, i den nordvästra delen av landet, 700 km nordväst om huvudstaden London. Glen Brittle ligger på ön Skye.